# Aprószentek szökőkútja
Az Aprószentek szökőkútja (Fontaine des Innocents) Párizs egyik reneszánsz műemléke; a város legrégebbi közterületi szökőkútja.

## Története
Az Aprószentek szökőkútja egykor az Aprószenteknek szentelt templom oldalához támaszkodva állt a szintén az aprószentekről elnevezett temetőben. Eredeti neve a Nimfák szökőkútja volt. Megrendelői II. Henrik francia király párizsi bevonulásának alkalmából építtették egy régebbi hasonló célú építmény helyére. Tervezője Pierre Lescot volt, aki a Louvre építésében is részt vett, a szobrászmunkát Jean Goujon végezte 1547 és 1549 között.
1780-ban az Aprószentek temetőjét bezárták, majd felszámolták. Erre a sorsra jutott a templom is. A szökőkutat Antoine Quatremere de Quincy író és építész kezdeményezésére megmentették. Az építményt szétszerelték, és Augustin Pajou szobrász megépítette a negyedik oldalát. A szökőkutat a templom és temető helyén létrejövő, lekövezett területen állították fel, amely zöldségpiacként üzemelt. A szökőkút egy négyszög alapú pavilon, amelyet alulról felfelé kisebbedő, a vizet egymásba vezető medencék vesznek körbe. A pavilon négy oldalát timpanon díszíti, az ívek pillérein hableányok domborművei láthatók. A 19. században a piacot felszámolták, és kialakították a mai Joachim du Bellay teret, ahol azóta áll a szökőkút.